# Pouzolzia calophylla
Pouzolzia calophylla är en nässelväxtart som beskrevs av Wen Tsai Wang och C.J. Chen. Pouzolzia calophylla ingår i släktet Pouzolzia och familjen nässelväxter. Inga underarter finns listade i Catalogue of Life.